# Hahnia banksi
Hahnia banksi är en spindelart som beskrevs av Fage 1938. Hahnia banksi ingår i släktet Hahnia och familjen panflöjtsspindlar. Inga underarter finns listade i Catalogue of Life.